# Lista över spel till SEGA Master System

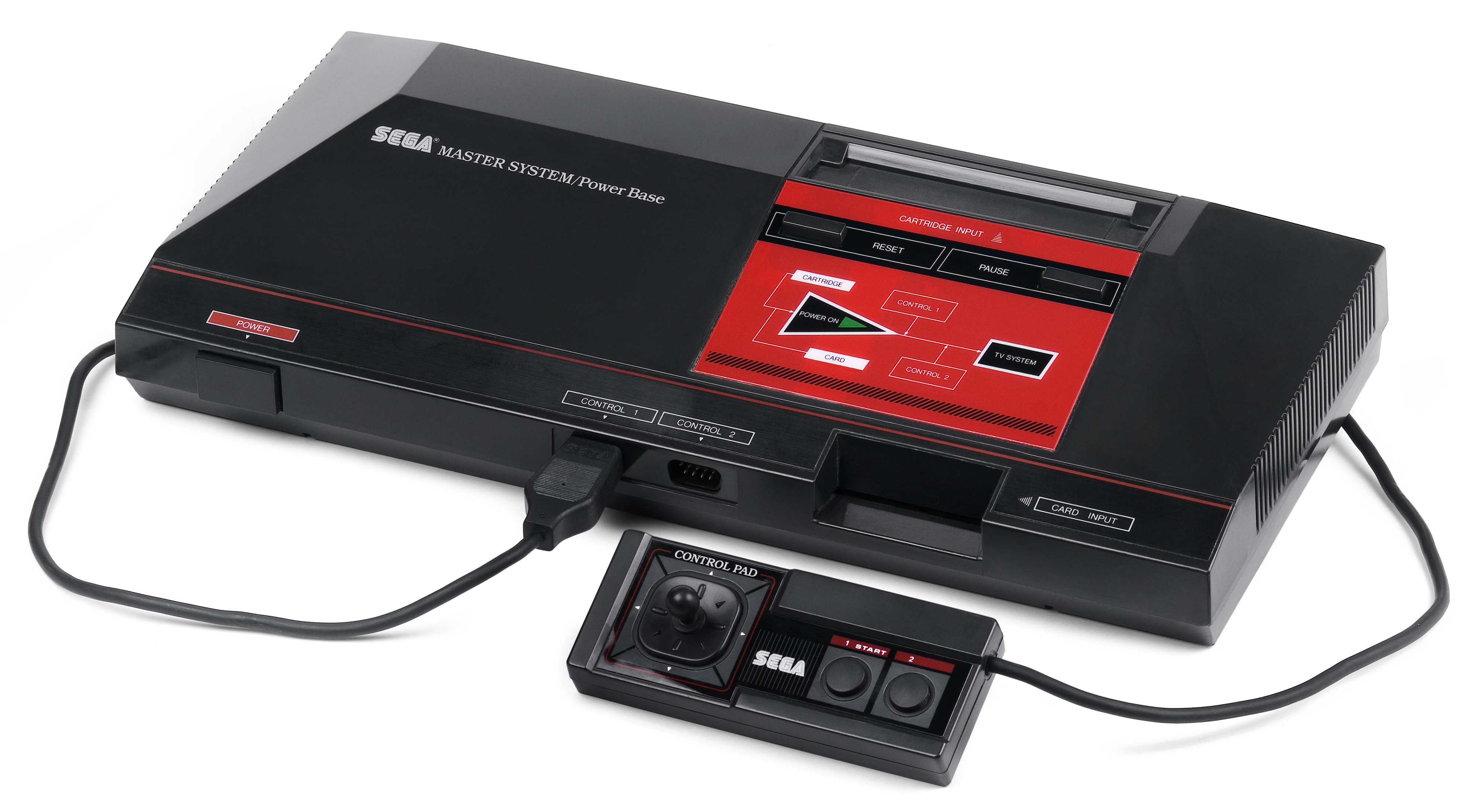

Totalt 341 kända licensierade speltitlar släpptes för Sega Master System under sin livslängd mellan 1985 och 1998.

## Spel
| Titel                                                                                             | Utvecklare                               | Utgivare                                                     | Regioner                                                                 | Utgivningsdatum |
| ------------------------------------------------------------------------------------------------- | ---------------------------------------- | ------------------------------------------------------------ | ------------------------------------------------------------------------ | --------------- |
| 20 em 1                                                                                           | Tec Toy                                  | Tec Toy                                                      | Brasilien · Argentina · Mexiko                                           | 1995            |
| 4 Pak All Action (Olicensierade)                                                                  | Open Corp.                               | HES                                                          | Australien · Sydkorea · Chile                                            | 1995            |
| Ace of Aces                                                                                       | Artech Digital Entertainment             | Sega                                                         | Europeiska unionen                                                       | 1991            |
| Action Fighter                                                                                    | Sega                                     | Sega                                                         | USA · Europeiska unionen · Japan · Brasilien                             | 1986            |
| Addams Family, The                                                                                | Arc Developments                         | Flying Edge                                                  | Europeiska unionen                                                       | 1993            |
| Aerial Assault                                                                                    | Sanritsu                                 | Sega                                                         | USA · Europeiska unionen · Brasilien                                     | 1990            |
| After Burner                                                                                      | Sega                                     | Sega                                                         | USA · Europeiska unionen · Japan · Brasilien                             | 1987            |
| Air Rescue                                                                                        | SIMS                                     | Sega                                                         | Europeiska unionen · Brasilien · Sydkorea · Chile                        | 1992            |
| Disney's Aladdin                                                                                  | SIMS                                     | Sega                                                         | Europeiska unionen · Brasilien                                           | 1994            |
| Alex Kidd BMX Trial                                                                               | Sega                                     | Sega                                                         | Japan                                                                    | 1987            |
| Alex Kidd: High-Tech World Anmitsu HimeJP (1987)                                                  | Sega                                     | Sega                                                         | USA · Europeiska unionen · Japan · Brasilien                             | 1989            |
| Alex Kidd in Miracle World                                                                        | Sega                                     | Sega                                                         | USA · Europeiska unionen · Japan · Brasilien · Korea · Taiwan · Tyskland | 1986            |
| Alex Kidd in Shinobi World                                                                        | Sega                                     | Sega                                                         | USA · Europeiska unionen · Brasilien                                     | 1990            |
| Alex Kidd: The Lost Stars                                                                         | Sega                                     | Sega                                                         | USA · Europeiska unionen · Japan · Brasilien                             | 1988            |
| ALF                                                                                               | Nexa Corporation                         | Sega                                                         | USA · Brasilien                                                          | 1989            |
| Alien³                                                                                            | Probe Entertainment                      | Arena Entertainment                                          | Europeiska unionen · Brasilien                                           | 1992            |
| Alien Storm                                                                                       | SIMS                                     | Sega                                                         | Europeiska unionen · Brasilien                                           | 1991            |
| Alien Syndrome                                                                                    | Sanritsu                                 | Sega                                                         | USA · Europeiska unionen · Japan · Brasilien                             | 1988            |
| Altered Beast                                                                                     | Sega                                     | Sega                                                         | USA · Europeiska unionen · Brasilien                                     | 1989            |
| Andre Agassi Tennis                                                                               | Lance Investments                        | TecMagik                                                     | Europeiska unionen · Brasilien                                           | 1993            |
| Arcade Smash Hits                                                                                 | Virgin Interactive                       | Sega                                                         | Europeiska unionen                                                       | 1992            |
| Argos no Juujiken                                                                                 | Salio                                    | Sega                                                         | Japan                                                                    | 1988            |
| Ariel the Little Mermaid                                                                          | Blue Sky Software                        | Tec Toy                                                      | Brasilien                                                                | 1996            |
| Assault City                                                                                      | Sanritsu                                 | Sega                                                         | Europeiska unionen · Brasilien                                           | 1990            |
| Asterix                                                                                           | Sega                                     | Sega                                                         | Europeiska unionen · Brasilien                                           | 1991            |
| Asterix and the Great Rescue                                                                      | Core Design                              | Sega                                                         | Europeiska unionen · Brasilien                                           | 1993            |
| Asterix and the Secret Mission As Aventuras da TV ColossoBR (1996)                                | Sega                                     | Sega                                                         | Europeiska unionen · Brasilien                                           | 1993            |
| Astro Warrior Sapo Xule - S.O.S Lagoa PoluidaBR                                                   | Sega                                     | Sega                                                         | USA · Japan · Brasilien                                                  | 1986            |
| Astro Warrior / Pit Pot                                                                           | Sega                                     | Sega                                                         | USA · Europeiska unionen                                                 | 1987            |
| Ayrton Senna's Super Monaco GP II                                                                 | Sega                                     | Sega                                                         | Europeiska unionen · Brasilien                                           | 1992            |
| Aztec Adventure Nazca '88: The Golden Road to ParadiseJP                                          | Sega                                     | Sega                                                         | USA · Europeiska unionen · Japan · Brasilien                             | 1988            |
| Back to the Future II                                                                             | Mirrorsoft                               | Image Works                                                  | Europeiska unionen · Brasilien                                           | 1990            |
| Back to the Future III                                                                            | Probe Entertainment                      | Image Works                                                  | Europeiska unionen                                                       | 1991            |
| Baku Baku Animal                                                                                  | SIMS                                     | Tec Toy                                                      | Brasilien                                                                | 1996            |
| Bank Panic                                                                                        | Sega                                     | Sega                                                         | Japan · Europeiska unionen · Brasilien                                   | 1987            |
| Basketball Nightmare                                                                              | Sega                                     | Sega                                                         | Europeiska unionen · Brasilien                                           | 1989            |
| Batman Returns                                                                                    | Aspect                                   | Sega                                                         | Europeiska unionen · Brasilien                                           | 1992            |
| Battle Out Run                                                                                    | Sega Arc System Works                    | Sega                                                         | Europeiska unionen · Brasilien                                           | 1989            |
| Battletoads in Battlemaniacs                                                                      | Syrox Developments                       | Tec Toy                                                      | Brasilien                                                                | 1994            |
| Black Belt Hokuto no KenJP                                                                        | Sega                                     | Sega                                                         | Europeiska unionen · Brasilien · Japan · USA                             | 1986            |
| Blade Eagle 3-D                                                                                   | Sega                                     | Sega                                                         | Europeiska unionen · Brasilien · Japan · USA                             | 1988            |
| Bomber Raid                                                                                       | Sanritsu                                 | Sega JP/EU Activision NA                                     | Europeiska unionen · Japan · USA                                         | 1989            |
| Bonanza Bros.                                                                                     | SIMS                                     | Sega                                                         | Europeiska unionen · Brasilien                                           | 1991            |
| Bonkers Wax Up!                                                                                   | Al Baker & Associates                    | Sega                                                         | Brasilien                                                                | 1995            |
| Bram Stoker's Dracula                                                                             | Probe Entertainment                      | Sony Imagesoft                                               | Europeiska unionen                                                       | 1993            |
| Bubble Bobble Final Bubble BobbleJP (1988)                                                        | Taito                                    | Sega                                                         | Europeiska unionen · Brasilien · Japan                                   | 1991            |
| Buggy Run                                                                                         | SIMS                                     | Sega                                                         | Europeiska unionen · Brasilien                                           | 1993            |
| California Games Jogos de VerãoBR                                                                 | Sega                                     | Sega                                                         | Brasilien · Europeiska unionen · USA                                     | 1989            |
| California Games 2                                                                                | Sega                                     | Sega                                                         | Brasilien · Europeiska unionen                                           | 1993            |
| Captain Silver                                                                                    | Sega                                     | Sega                                                         | Brasilien · Europeiska unionen · USA · Japan                             | 1988            |
| Casino Games                                                                                      | Compile                                  | Sega                                                         | Europeiska unionen · USA                                                 | 1989            |
| Castelo Rá-Tim-Bum                                                                                | Tec Toy                                  | Tec Toy                                                      | Brasilien                                                                | 1997            |
| Castle of Illusion Starring Mickey Mouse I Love Mickey Mouse: Great Mysterious Castle AdventureJP | Sega                                     | Sega                                                         | Brasilien · Europeiska unionen · USA                                     | 1990            |
| Champions of Europe                                                                               | TecMagik                                 | TecMagik                                                     | Brasilien · Europeiska unionen                                           | 1992            |
| Championship Hockey                                                                               | Electronic Arts                          | U.S. Gold                                                    | Europeiska unionen                                                       | 1992            |
| Chase H.Q.                                                                                        | Taito                                    | Sega                                                         | Europeiska unionen                                                       | 1991            |
| Cheese Cat-Astrophe Starring Speedy Gonzales                                                      | Cryo Interactive                         | Sega                                                         | Brasilien · Europeiska unionen                                           | 1995            |
| Choplifter                                                                                        | Sega                                     | Sega                                                         | Brasilien · Europeiska unionen · USA                                     | 1986            |
| Chuck Rock                                                                                        | Core Design                              | Virgin Interactive                                           | Brasilien · Europeiska unionen                                           | 1992            |
| Chuck Rock II: Son of Chuck                                                                       | Core Design                              | Sega                                                         | Brasilien · Europeiska unionen                                           | 1993            |
| Cloud Master                                                                                      | Hot-B                                    | Sega                                                         | Brasilien · Europeiska unionen · USA                                     | 1989            |
| Columns                                                                                           | Sega                                     | Sega                                                         | USA · Europeiska unionen · Brasilien                                     | 1990            |
| Comical Machine Gun Joe (Japan Only)                                                              | Sega                                     | Sega                                                         | Japan                                                                    | 1986            |
| Cool Spot                                                                                         | Virgin Interactive                       | Virgin Interactive                                           | Europeiska unionen                                                       | 1993            |
| Cosmic Spacehead                                                                                  | Codemasters                              | Codemasters                                                  | Europeiska unionen                                                       | 1993            |
| Cyber Police ESWAT                                                                                | Sega                                     | Sega                                                         | USA · Europeiska unionen · Brasilien                                     | 1990            |
| Cyber Shinobi, The                                                                                | Sega                                     | Sega                                                         | Europeiska unionen · Brasilien                                           | 1990            |
| Cyborg Hunter Chouon Senshi BorgmanJP                                                             | Sega                                     | Sega JP/EU Activision NA                                     | Europeiska unionen · Brasilien · Japan · USA                             | 1988            |
| Daffy Duck in Hollywood                                                                           | Probe Entertainment                      | Sega EU Tectoy BR OziSoft AU                                 | Brasilien · Europeiska unionen                                           | 1993            |
| Dallyeora Pigu-Wang (Olicensierade)                                                               | Open Corporation                         | Game Line                                                    | Korea                                                                    | 1995            |
| Danan: The Jungle Fighter                                                                         | Sega                                     | Sega                                                         | Brasilien · Europeiska unionen                                           | 1990            |
| Dead Angle                                                                                        | Sega                                     | Sega                                                         | Brasilien · Europeiska unionen · USA                                     | 1989            |
| Deep Duck Trouble Starring Donald Duck Donald Duck's Four TreasuresJP                             | Aspect                                   | Sega                                                         | Brasilien · Europeiska unionen                                           | 1993            |
| Desert Speedtrap Starring Road Runner & Wile E. Coyote                                            | Probe Entertainment                      | Sega                                                         | Brasilien · Europeiska unionen                                           | 1993            |
| Desert Strike: Return to the Gulf                                                                 | The Kremlin                              | Domark                                                       | Europeiska unionen                                                       | 1992            |
| Dick Tracy                                                                                        | Sega                                     | Sega                                                         | Brasilien · Europeiska unionen · USA                                     | 1990            |
| Dinobasher starring Bignose the Caveman                                                           | Optimus Software                         | Codemasters                                                  |                                                                          | Unreleased      |
| Dinosaur Dooley (Olicensierade)                                                                   | Daou Infosys Corp.                       | Daou Infosys Corp.                                           | Korea                                                                    | 1991            |
| Double Dragon                                                                                     | Arc System Works                         | Sega                                                         | Brasilien · Europeiska unionen · USA · Japan                             | 1988            |
| Double Hawk                                                                                       | Opera House                              | Sega                                                         | Europeiska unionen                                                       | 1990            |
| Dr. Hello                                                                                         | Sis Co.                                  | Sis Co.                                                      | Korea                                                                    | 1991            |
| Dr. Robotnik's Mean Bean Machine                                                                  | Compile                                  | Sega                                                         | Brasilien · Europeiska unionen                                           | 1993            |
| Dragon: The Bruce Lee Story                                                                       | Mick Lowe Design                         | Virgin Interactive                                           | Europeiska unionen                                                       | 1995            |
| Dragon Crystal                                                                                    | Sega                                     | Sega                                                         | Brasilien · Europeiska unionen                                           | 1990            |
| Dynamite Duke                                                                                     | Sega                                     | Sega                                                         | Brasilien · Europeiska unionen                                           | 1989            |
| Dynamite Dux                                                                                      | Sega                                     | Sega                                                         | Brasilien · Europeiska unionen                                           | 1989            |
| Dynamite Headdy                                                                                   | Minato Giken                             | Sega                                                         | Brasilien                                                                | 1994            |
| Earthworm Jim                                                                                     | Eurocom                                  | Tec Toy                                                      | Brasilien                                                                | 1996            |
| Ecco the Dolphin                                                                                  | Novotrade                                | Sega                                                         | Europeiska unionen · Brasilien                                           | 1993            |
| Ecco: The Tides of Time                                                                           | Novotrade                                | Tec Toy                                                      | Brasilien                                                                | 1996            |
| Enduro Racer Super CrossBR                                                                        | Sega                                     | Sega                                                         | USA · Europeiska unionen · Japan · Brasilien                             | 1987            |
| F1 Formula OneBR                                                                                  | Lankhor Teque Interactive                | Domark                                                       | Europeiska unionen · Brasilien                                           | 1993            |
| F-16 Fighting Falcon F-16 FighterEU/AUS/In-game Title                                             | Nexa Corporation                         | Sega                                                         | USA · Europeiska unionen · Japan                                         | 1986            |
| Fantastic Dizzy                                                                                   | Codemasters                              | Codemasters                                                  | Europeiska unionen                                                       | 1993            |
| Fantasy Zone                                                                                      | Sega                                     | Sega                                                         | Europeiska unionen · USA · Brasilien · Japan                             | 1986            |
| Fantasy Zone II: The Tears of Opa-Opa                                                             | Sega                                     | Sega                                                         | Europeiska unionen · USA · Brasilien · Japan                             | 1987            |
| Fantasy Zone: The Maze                                                                            | Sega                                     | Sega                                                         | Europeiska unionen · USA · Brasilien · Japan                             | 1988            |
| Férias Frustradas do Pica-Pau                                                                     | Tec Toy                                  | Tec Toy                                                      | Brasilien                                                                | 1996            |
| FIFA International Soccer                                                                         | Tiertex Design Studios                   | Tec Toy                                                      | Brasilien                                                                | 1993            |
| Fire & Forget II                                                                                  | Titus Software                           | Titus Software                                               | Europeiska unionen                                                       | 1990            |
| Fire and Ice                                                                                      | Graftgold                                | Virgin Interactive                                           | Brasilien                                                                | 1995            |
| Flash, The                                                                                        | Probe Entertainment                      | Sega                                                         | Brasilien · Europeiska unionen                                           | 1993            |
| Flintstones, The                                                                                  | Grandslam Entertainment                  | Grandslam Entertainment                                      | Europeiska unionen · Brasilien                                           | 1991            |
| Forgotten Worlds                                                                                  | SIMS                                     | Sega                                                         | Europeiska unionen · Brasilien                                           | 1991            |
| G-LOC: Air Battle                                                                                 | SIMS                                     | Sega                                                         | Europeiska unionen · Brasilien                                           | 1991            |
| Gain Ground                                                                                       | SIMS                                     | Sega                                                         | Europeiska unionen · Brasilien                                           | 1990            |
| Galactic Protector                                                                                | Sega                                     | Sega                                                         | Japan                                                                    | 1988            |
| Galaxy Force                                                                                      | Sega                                     | Activision NA Sega EU                                        | Europeiska unionen · USA                                                 | 1989            |
| Gangster Town                                                                                     | Sega                                     | Sega                                                         | Europeiska unionen · Brasilien · USA                                     | 1987            |
| Gauntlet                                                                                          | Tiertex Design Studios                   | Tengen U.S. Gold                                             | Europeiska unionen · Brasilien                                           | 1990            |
| George Foreman's KO Boxing                                                                        | SIMS                                     | Flying Edge                                                  | Europeiska unionen · Brasilien                                           | 1992            |
| Ghost House Chapolim X Dracula: Um Duelo AssustadorBR (1993)                                      | Sega                                     | Sega                                                         | Europeiska unionen · Brasilien · USA                                     | 1986            |
| Ghostbusters                                                                                      | Compile                                  | Sega                                                         | Europeiska unionen · Brasilien · USA                                     | 1987            |
| Ghouls 'n Ghosts                                                                                  | Arc System Works                         | Sega                                                         | Europeiska unionen · Brasilien · USA                                     | 1990            |
| Global Defense SDIJP                                                                              | Sega                                     | Sega                                                         | Europeiska unionen · Brasilien · Japan · USA                             | 1987            |
| Global Gladiators                                                                                 | Virgin Interactive                       | Virgin Interactive                                           | Europeiska unionen · Brasilien                                           | 1993            |
| Golden Axe                                                                                        | Sega                                     | Sega                                                         | Europeiska unionen · Brasilien · USA                                     | 1989            |
| Golden Axe Warrior                                                                                | Sega                                     | Sega                                                         | Europeiska unionen · Brasilien · USA                                     | 1991            |
| Golfamania                                                                                        | Sanritsu                                 | Sega                                                         | Europeiska unionen                                                       | 1990            |
| Golvellius: Valley of Doom                                                                        | Compile                                  | Sega                                                         | Europeiska unionen · Brasilien · Japan · USA                             | 1988            |
| GP Rider                                                                                          | Sega                                     | Sega                                                         | Europeiska unionen · Brasilien · Australien                              | 1993            |
| Great Baseball The Pro Yakyuu Pennant RaceJP                                                      | Sega                                     | Sega                                                         | Europeiska unionen · Brasilien · USA                                     | 1987            |
| Great Basketball                                                                                  | Sega                                     | Sega                                                         | Europeiska unionen · Brasilien · Japan · USA                             | 1987            |
| Great Football Sports Pad FootballSports Pad                                                      | Sega                                     | Sega                                                         | Europeiska unionen · Brasilien · Japan · USA                             | 1987            |
| Great Golf Masters GolfJP                                                                         | Sega                                     | Sega                                                         | Europeiska unionen · Japan · USA                                         | 1987            |
| Great Ice Hockey                                                                                  | Sega                                     | Sega                                                         | Japan · USA                                                              | 1986            |
| Great Soccer (cartridge version) World SoccerEU Sports Pad SoccerSports Pad                       | Sega                                     | Sega                                                         | USA · Europeiska unionen                                                 | 1987            |
| Great Volleyball                                                                                  | Sanritsu                                 | Sega                                                         | Europeiska unionen · Brasilien · Japan · USA                             | 1987            |
| Hang-On                                                                                           | Sega                                     | Sega                                                         | Europeiska unionen · Brasilien                                           | 1990            |
| Heroes of the Lance                                                                               | Tiertex Design Studios                   | U.S. Gold                                                    | Europeiska unionen · Brasilien                                           | 1991            |
| High School! Kimengumi                                                                            | Sega                                     | Sega                                                         | Japan · Kina · Chile                                                     | 1987            |
| Home Alone                                                                                        | Probe Entertainment                      | Sega                                                         | Europeiska unionen · Hongkong · Kina                                     | 1993            |
| Hook (prototype only)                                                                             | Spidersoft                               | Sony Imagesoft                                               | USA · Kina                                                               | 1992            |
| Hoshi wo Sagashite...                                                                             | Sega                                     | Sega                                                         | Japan                                                                    | 1988            |
| Impossible Mission                                                                                | Tiertex Design Studios                   | U.S. Gold                                                    | Europeiska unionen · Brasilien                                           | 1990            |
| Incredible Crash Dummies, The                                                                     | Software Creations                       | Flying Edge                                                  | Europeiska unionen                                                       | 1993            |
| Incredible Hulk, The                                                                              | Probe Entertainment                      | U.S. Gold                                                    | Europeiska unionen · Brasilien                                           | 1994            |
| Indiana Jones and the Last Crusade: The Action Game Indiana Jones e a Ultima CrusadaBR            | Tiertex Design Studios                   | U.S. Gold                                                    | Europeiska unionen · Brasilien                                           | 1990            |
| James Bond 007: The Duel                                                                          | The Kremlin                              | Domark                                                       | Europeiska unionen · Brasilien                                           | 1993            |
| James "Buster" Douglas Knockout Boxing Heavyweight ChampEU/BR                                     | SIMS                                     | Sega                                                         | USA · Europeiska unionen · Brasilien                                     | 1990            |
| James Pond 2: Codename RoboCod                                                                    | Vectordean Millennium Interactive        | U.S. Gold                                                    | Europeiska unionen · Brasilien                                           | 1993            |
| Joe Montana Football                                                                              | Sega                                     | Sega                                                         | USA · Europeiska unionen · Brasilien                                     | 1991            |
| Jungle Book, The Le Livre de la JungleFRDas DschunglebuchGEREl Libro de la SelvaSPA               | Virgin Interactive                       | Virgin Interactive                                           | Europeiska unionen · Brasilien                                           | 1993            |
| Jurassic Park                                                                                     | Sega                                     | Sega                                                         | Europeiska unionen · Brasilien                                           | 1993            |
| Kenseiden Hwarang-ui GeomKOR                                                                      | Sega                                     | Sega                                                         | USA · Europeiska unionen · Japan · Brasilien · Korea                     | 1988            |
| King's Quest: Quest for the Crown                                                                 | Microsmiths                              | Parker Brothers                                              | USA                                                                      | 1989            |
| Klax                                                                                              | Tengen                                   | Tengen                                                       | Europeiska unionen                                                       | 1991            |
| Krusty's Fun House                                                                                | Audiogenic Software                      | Flying Edge                                                  | Europeiska unionen · Brasilien                                           | 1992            |
| Kung Fu Kid Sapo Xulé O Mestre do Kung FuBRMakai RetsudenJP                                       | Sega                                     | Sega                                                         | USA · Europeiska unionen · Japan · Brasilien                             | 1987            |
| Land of Illusion Starring Mickey Mouse Mickey Mouse's Magical CrystalJP                           | Sega                                     | Sega                                                         | Europeiska unionen · Brasilien                                           | 1992            |
| Laser Ghost                                                                                       | Sega                                     | Sega                                                         | Europeiska unionen · Brasilien                                           | 1991            |
| Legend of Illusion Starring Mickey Mouse Mickey Mouse's Legendary KingdomJP                       | Aspect                                   | Sega                                                         | Brasilien                                                                | 1994            |
| Lemmings                                                                                          | Probe Software                           | Sega                                                         | Europeiska unionen · Brasilien                                           | 1992            |
| Lemmings 2: The Tribe (prototype only)                                                            |                                          |                                                              | Europeiska unionen                                                       | 2014            |
| Line of Fire                                                                                      | SIMS                                     | Sega                                                         | Europeiska unionen · Brasilien                                           | 1991            |
| Lion King, The Le Roi LionFRDer König der LöwenGEREl Rey LeonSPA                                  | Virgin Interactive                       | Virgin Interactive                                           | Europeiska unionen · Brasilien                                           | 1994            |
| Lord of the Sword Lord of SwordJP                                                                 | Sega                                     | Sega                                                         | USA · Europeiska unionen · Japan · Brasilien                             | 1989            |
| Loretta no Shouzou Portrait of LorettaEng. Translation                                            | Sega                                     | Sega                                                         | Japan                                                                    | 1987            |
| Lucky Dime Caper Starring Donald Duck Donald Duck's Lucky DimeJP                                  | Sega                                     | Sega                                                         | Europeiska unionen · Brasilien                                           | 1991            |
| Mahjong Sengoku Jidai                                                                             | Sanritsu                                 | Sega                                                         | Japan · Hongkong                                                         | 1987            |
| Marble Madness                                                                                    | Steve Lamb                               | Virgin Interactive                                           | Europeiska unionen                                                       | 1992            |
| Marksman Shooting & Trap Shooting                                                                 | Sega                                     | Sega                                                         | Brasilien · USA                                                          | 1986            |
| Marksman Shooting / Trap Shooting / Safari Hunt                                                   | Sega                                     | Sega                                                         | Europeiska unionen                                                       | 1986            |
| Master of Darkness In the Wake of the VampieJPVampie: Master of DarknessUS                        | SIMS                                     | Sega                                                         | Brasilien · Europeiska unionen                                           | 1992            |
| Master Games 1 (compilation: Columns-Super Monaco GP-World Soccer)                                | Sega                                     | Sega                                                         | Europeiska unionen                                                       | 1993            |
| Masters of Combat                                                                                 | SIMS                                     | Sega                                                         | Brasilien · Europeiska unionen                                           | 1993            |
| Maze Hunter 3-D Maze WalkerJP (1988)                                                              | Sega                                     | Sega                                                         | Brasilien · Europeiska unionen · Japan · USA                             | 1987            |
| Megumi Rescue                                                                                     | Aicom                                    | Sega                                                         | Japan                                                                    | 1988            |
| Mercs                                                                                             | Sega                                     | Sega                                                         | Brasilien · Europeiska unionen                                           | 1991            |
| Michael Jackson's Moonwalker                                                                      | Arc System Works                         | Sega                                                         | Brasilien · Europeiska unionen · USA                                     | 1990            |
| Mickey's Ultimate Challenge                                                                       | Designer Software                        | Tec Toy                                                      | Brasilien                                                                | 1998            |
| Micro Machines                                                                                    | Codemasters                              | Codemasters                                                  | Europeiska unionen                                                       | 1993            |
| Miracle Warriors: Seal of the Dark Lord                                                           | Sega                                     | Sega                                                         | Brasilien · Europeiska unionen · USA · Japan                             | 1988            |
| Missile Defense 3-D                                                                               | Sega                                     | Sega                                                         | Brasilien · Europeiska unionen · USA                                     | 1987            |
| Monopoly                                                                                          | Nexa Corporation                         | Sega                                                         | Europeiska unionen · USA                                                 | 1987            |
| Montezuma's Revenge                                                                               | Venture Technologies                     | Parker Brothers                                              | USA                                                                      | 1989            |
| Mortal Kombat                                                                                     | Probe Entertainment                      | Arena Entertainment                                          | Brasilien · Europeiska unionen                                           | 1993            |
| Mortal Kombat II                                                                                  | Probe Entertainment                      | Acclaim Entertainment                                        | Brasilien · Europeiska unionen                                           | 1994            |
| Mortal Kombat 3                                                                                   | Software Creations                       | Tec Toy                                                      | Brasilien                                                                | 1995            |
| Ms. Pac-Man                                                                                       | Tiertex Design Studios                   | Tengen                                                       | Brasilien · Europeiska unionen                                           | 1991            |
| My Hero                                                                                           | Sega                                     | Sega                                                         | Brasilien · Europeiska unionen · Japan                                   | 1986            |
| Nekyuu Kousien                                                                                    | Sega                                     | Sega                                                         | Japan                                                                    | 1988            |
| New Zealand Story, The                                                                            | TecMagik                                 | TecMagik                                                     | Europeiska unionen                                                       | 1992            |
| Ninja Gaiden                                                                                      | SIMS                                     | Sega                                                         | Europeiska unionen · Brasilien · Sydkorea                                | 1992            |
| Ninja, The                                                                                        | Sega                                     | Sega                                                         | USA · Europeiska unionen · Japan · Brasilien                             | 1986            |
| Olympic Gold: Barcelona '92                                                                       | Tiertex Design Studios                   | U.S. Gold                                                    | Europeiska unionen · Brasilien                                           | 1992            |
| Operation Wolf                                                                                    | Taito                                    | Sega                                                         | Europeiska unionen · Brasilien                                           | 1990            |
| Ottifants, The                                                                                    | Graftgold                                | Sega                                                         | Europeiska unionen · Brasilien                                           | 1993            |
| OutRun                                                                                            | Sega                                     | Sega                                                         | USA · Europeiska unionen · Japan · Brasilien                             | 1987            |
| Out Run 3-D                                                                                       | Sega                                     | Sega                                                         | Europeiska unionen · Brasilien                                           | 1988            |
| Out Run Europa                                                                                    | Probe Entertainment                      | U.S. Gold                                                    | Europeiska unionen · Brasilien                                           | 1991            |
| Pac-Mania                                                                                         | TecMagik                                 | Tengen                                                       | Europeiska unionen                                                       | 1991            |
| Paperboy Paber BoyBR                                                                              | Tiertex Design Studios                   | Sega NA U.S. Gold EU                                         | USA · Europeiska unionen · Brasilien                                     | 1990            |
| Parlour Games                                                                                     | Compile                                  | Sega                                                         | USA · Europeiska unionen · Japan                                         | 1987            |
| Pat Riley Basketball                                                                              | ?                                        | No official release, but it exists prototype(s) and/or roms. | ?                                                                        | Unreleased      |
| Penguin Land Doki Doki Penguin Land: Uchuu-DaiboukenJP                                            | Sega                                     | Sega                                                         | USA · Europeiska unionen · Japan                                         | 1987            |
| PGA Tour Golf                                                                                     | Polygames                                | Tengen                                                       | Europeiska unionen · Australien                                          | 1993            |
| Phantasy Star                                                                                     | Sega                                     | Sega                                                         | USA · Europeiska unionen · Japan · Brasilien                             | 1988            |
| Pit-Fighter                                                                                       | The Kremlin                              | Domark                                                       | Europeiska unionen · Brasilien                                           | 1991            |
| Pit Pot                                                                                           | Sega                                     | Sega                                                         | Japan                                                                    | 1985            |
| Populous                                                                                          | TecMagik                                 | TecMagik                                                     | Europeiska unionen · Brasilien                                           | 1991            |
| Poseidon Wars 3-D                                                                                 | Sega                                     | Sega                                                         | USA · Europeiska unionen · Brasilien                                     | 1989            |
| Power Strike AlesteJP                                                                             | Compile                                  | Sega                                                         | USA · Europeiska unionen · Japan · Brasilien                             | 1988            |
| Power Strike II                                                                                   | Compile                                  | Sega                                                         | Europeiska unionen · Brasilien                                           | 1993            |
| Predator 2                                                                                        | Teeny Weeny Games                        | Arena Entertainment                                          | Europeiska unionen · Brasilien                                           | 1992            |
| Prince of Persia                                                                                  | The Kremlin                              | Domark                                                       | Europeiska unionen · Brasilien                                           | 1992            |
| Pro Wrestling Gokuaku Doumei Dump MatsumotoJP                                                     | Sega                                     | Sega                                                         | USA · Europeiska unionen · Japan · Brasilien                             | 1986            |
| Psychic World                                                                                     | SIMS                                     | Sega                                                         | Europeiska unionen · Brasilien                                           | 1991            |
| Psycho Fox Sapo Xulé Vs Os Invasores do BrejoBR (1995)                                            | Vic Tokai                                | Sega                                                         | USA · Europeiska unionen · Brasilien                                     | 1989            |
| Putt & Putter                                                                                     | SIMS                                     | Sega                                                         | Europeiska unionen · Brasilien                                           | 1992            |
| Quartet Double TargetJP                                                                           | Sega                                     | Sega                                                         | USA · Europeiska unionen · Japan                                         | 1987            |
| R-Type                                                                                            | Compile                                  | Sega                                                         | Europeiska unionen · Brasilien · Japan · USA                             | 1988            |
| R.C. Grand Prix                                                                                   | Imagineering                             | Seismic Software NA Sega EU/AU                               | Europeiska unionen · Brasilien · USA · Australien                        | 1989            |
| Rainbow Islands                                                                                   | I.T.L                                    | Sega                                                         | Europeiska unionen · Brasilien                                           | 1993            |
| Rambo: First Blood Part II Secret CommandEU AshuraJP                                              | Sega                                     | Sega                                                         | Brasilien · USA                                                          | 1986            |
| Rambo III                                                                                         | Sega                                     | Sega                                                         | Europeiska unionen · Brasilien · USA                                     | 1988            |
| Rampage                                                                                           | Sega                                     | Activision NA Sega EU                                        | Europeiska unionen · Brasilien · USA                                     | 1988            |
| Rampart                                                                                           | Developer Resources                      | Tengen                                                       | Europeiska unionen                                                       | 1993            |
| Rastan                                                                                            | Taito                                    | Sega                                                         | Europeiska unionen · Brasilien · USA                                     | 1988            |
| Reggie Jackson Baseball American BaseballEU                                                       | Sega                                     | Sega                                                         | USA · Europeiska unionen                                                 | 1988            |
| Renegade                                                                                          | Natsume                                  | Sega                                                         | Europeiska unionen · Brasilien                                           | 1993            |
| Ren Hoek and Stimpy: Quest for the Shaven Yak                                                     | Realtime Associates                      | Tec Toy                                                      | Brasilien                                                                | 1994            |
| Rescue Mission                                                                                    | Sega                                     | Sega                                                         | Europeiska unionen · Brasilien · USA                                     | 1987            |
| Road Rash                                                                                         | Gary Priest                              | U.S. Gold                                                    | Europeiska unionen · Brasilien                                           | 1994            |
| RoboCop 3                                                                                         | Eden Entertainment                       | Flying Edge                                                  | Europeiska unionen · Brasilien                                           | 1993            |
| RoboCop Versus The Terminator                                                                     | Virgin Interactive                       | Virgin Interactive                                           | Europeiska unionen · Brasilien                                           | 1993            |
| Rocky                                                                                             | Sega                                     | Sega                                                         | Europeiska unionen · Brasilien · USA · Japan · Sydkorea · Kina           | 1987            |
| Running Battle                                                                                    | Opera House                              | Sega                                                         | Europeiska unionen · Brasilien                                           | 1991            |
| Sagaia                                                                                            | Natsume                                  | Sega                                                         | Europeiska unionen · Brasilien                                           | 1992            |
| Samgukji III (Olicensierade) Sango FighterMS-DOS Title                                            | Panda Entertainment                      | Game Line                                                    | Korea                                                                    | 1994            |
| Satellite 7                                                                                       | Sega                                     | Sega                                                         | Japan                                                                    | 1985            |
| Scramble Spirits                                                                                  | Arc System Works                         | Sega                                                         | Europeiska unionen · Brasilien                                           | 1989            |
| Sega Chess                                                                                        | Sega                                     | Sega                                                         | Europeiska unionen · Brasilien                                           | 1991            |
| Sega World Tournament Golf                                                                        | Sega                                     | Sega                                                         | Europeiska unionen · Brasilien                                           | 1993            |
| Sensible Soccer                                                                                   | Eurocom                                  | Sony Imagesoft                                               | Europeiska unionen                                                       | 1993            |
| Shadow Dancer                                                                                     | Sega                                     | Sega                                                         | Europeiska unionen · Brasilien                                           | 1990            |
| Shadow of the Beast                                                                               | TecMagik                                 | TecMagik                                                     | Europeiska unionen · Brasilien                                           | 1992            |
| Shanghai                                                                                          | Sega                                     | Sega                                                         | Europeiska unionen · USA                                                 | 1988            |
| Shinobi                                                                                           | Sega                                     | Sega                                                         | Europeiska unionen · Brasilien · USA · Japan                             | 1988            |
| Shooting Gallery                                                                                  | Sega                                     | Sega                                                         | Europeiska unionen · Brasilien · USA                                     | 1987            |
| Simpsons, The: Bart vs. the Space Mutants                                                         | Arc Developments                         | Flying Edge                                                  | Europeiska unionen · Brasilien                                           | 1992            |
| Simpsons, The: Bart vs. the World                                                                 | Arc Developments                         | Flying Edge                                                  | Europeiska unionen · Brasilien                                           | 1993            |
| Sítio do Picapau Amarelo                                                                          | Tec Toy                                  | Tec Toy                                                      | Brasilien                                                                | 1997            |
| Slap Shot                                                                                         | Sanritsu                                 | Sega                                                         | Europeiska unionen · Brasilien · USA                                     | 1990            |
| Smash TV                                                                                          | Probe Entertainment                      | Flying Edge                                                  | Europeiska unionen                                                       | 1992            |
| Smurfs, The                                                                                       | Infogrames                               | Infogrames                                                   | Europeiska unionen · Brasilien                                           | 1994            |
| Smurfs 2, The: Travel the World                                                                   | Infogrames                               | Infogrames                                                   | Europeiska unionen                                                       | 1996            |
| Snail Maze (Free Game built into Early Master System 1 Hardware)                                  | Sega                                     | Sega                                                         | USA · Europeiska unionen · Brasilien · Japan · Korea · Australien        | 1986            |
| Solomon no Kagi - Oujo Rihita no Namida                                                           | Aisystem Tokyo                           | Salio                                                        | Japan                                                                    | 1988            |
| Sonic Blast                                                                                       | Aspect                                   | Tec Toy                                                      | Brasilien                                                                | 1997            |
| Sonic Chaos                                                                                       | Aspect                                   | Sega                                                         | Europeiska unionen · Brasilien · Sydafrika                               | 1993            |
| Sonic Edusoft                                                                                     | Tiertex Design Studios                   | U.S. Gold, Sega                                              | ?                                                                        | Unreleased      |
| Sonic Spinball                                                                                    | Sega Technical Institute                 | Sega                                                         | Europeiska unionen · Brasilien                                           | 1993            |
| Sonic the Hedgehog                                                                                | Ancient                                  | Sega                                                         | Europeiska unionen · Brasilien · USA · Hongkong                          | 1991            |
| Sonic the Hedgehog 2                                                                              | Aspect                                   | Sega                                                         | Europeiska unionen · Brasilien · Sydkorea                                | 1992            |
| Space Gun                                                                                         | Cream Co., Ltd                           | Sega                                                         | Europeiska unionen                                                       | 1992            |
| Space Harrier                                                                                     | Sega                                     | Sega                                                         | Europeiska unionen · Brasilien · USA · Japan                             | 1986            |
| Space Harrier 3-D                                                                                 | Sega                                     | Sega                                                         | Europeiska unionen · Brasilien · USA · Japan                             | 1988            |
| Special Criminal Investigation                                                                    | Natsume                                  | Sega                                                         | Europeiska unionen · Sydkorea · Mexiko                                   | 1992            |
| Speedball                                                                                         | Bitmap Brothers                          | Mirrorsoft Virgin Interactive                                | Europeiska unionen                                                       | 1992            |
| Speedball 2                                                                                       | Bitmap Brothers                          | Virgin Interactive                                           | Europeiska unionen                                                       | 1991            |
| SpellCaster Kujakuu OuJP                                                                          | Sega                                     | Sega                                                         | Europeiska unionen · Brasilien · USA · Japan                             | 1989            |
| Spider-Man: Return of the Sinister Six                                                            | B.I.T.S.                                 | Flying Edge                                                  | Europeiska unionen · Brasilien                                           | 1992            |
| Spider-Man vs. The Kingpin                                                                        | Sega                                     | Sega                                                         | Europeiska unionen · Brasilien · USA                                     | 1991            |
| Spy vs. Spy                                                                                       | First Star Software                      | Sega                                                         | Europeiska unionen · Brasilien                                           | 1986            |
| Star Wars                                                                                         | Lucasfilm Games                          | U.S. Gold                                                    | Europeiska unionen · Brasilien                                           | 1993            |
| Street Fighter II'                                                                                | Tec Toy                                  | Tec Toy                                                      | Brasilien                                                                | 1997            |
| Streets of Rage                                                                                   | Aspect                                   | Sega                                                         | Europeiska unionen · Brasilien                                           | 1993            |
| Streets of Rage 2                                                                                 | Japan System House                       | Sega                                                         | Europeiska unionen · Brasilien                                           | 1993            |
| Strider                                                                                           | Sega                                     | Sega                                                         | Europeiska unionen · Brasilien · USA                                     | 1991            |
| Strider II                                                                                        | Tiertex Design Studios                   | U.S. Gold                                                    | Europeiska unionen · Brasilien                                           | 1992            |
| Submarine Attack                                                                                  | Sega                                     | Sega                                                         | Europeiska unionen · Brasilien                                           | 1990            |
| Sukeban Deka II (Japan only)                                                                      | Sega                                     | Sega                                                         | Japan                                                                    | 1986            |
| Summer Games                                                                                      | Zap Corporation                          | Sega                                                         | Europeiska unionen · Brasilien                                           | 1988            |
| Super Kick-Off                                                                                    | Tiertex Design Studios                   | U.S. Gold                                                    | Europeiska unionen · Brasilien                                           | 1991            |
| Super Boy 4                                                                                       | Zemina                                   | Zemina                                                       | Korea                                                                    | 1992            |
| Super Futebol                                                                                     | Sega                                     | Tec Toy                                                      | Brasilien                                                                | 1987            |
| Super Monaco GP                                                                                   | Sega                                     | Sega                                                         | Europeiska unionen · Brasilien · USA                                     | 1990            |
| Super Off Road                                                                                    | Graftgold                                | U.S. Gold                                                    | Europeiska unionen                                                       | 1989            |
| Super Racing (Japan only)                                                                         | Sega                                     | Sega                                                         | Japan                                                                    | 1988            |
| Super Space Invaders                                                                              | The Kremlin                              | Domark                                                       | Europeiska unionen                                                       | 1991            |
| Super Tennis                                                                                      | Sega                                     | Sega                                                         | Europeiska unionen                                                       | 1986            |
| Super Tetris                                                                                      | Sega                                     | Sega                                                         | Korea                                                                    | 1989            |
| Superman: The Man of Steel                                                                        | Graftgold                                | Sega Virgin Interactive                                      | Europeiska unionen · Brasilien                                           | 1993            |
| Taz in Escape from Mars                                                                           | Al Baker & Associates                    | Tec Toy                                                      | Brasilien                                                                | 1996            |
| Taz-Mania                                                                                         | Technical Wave                           | Sega                                                         | Europeiska unionen · Brasilien                                           | 1992            |
| Tecmo World Cup '93                                                                               | SIMS                                     | Sega                                                         | Europeiska unionen                                                       | 1993            |
| Teddy Boy                                                                                         | Sega                                     | Sega                                                         | Europeiska unionen · Brasilien                                           | 1986            |
| Tennis Ace                                                                                        | Sanritsu                                 | Sega                                                         | Europeiska unionen · Brasilien                                           | 1989            |
| Tensai Bakabon                                                                                    | Sega                                     | Sega                                                         | Japan                                                                    | 1988            |
| Terminator, The                                                                                   | Probe Entertainment                      | Virgin Interactive                                           | Europeiska unionen · Brasilien                                           | 1992            |
| Terminator 2: Judgment Day                                                                        | Arc Developments                         | Flying Edge                                                  | Europeiska unionen                                                       | 1993            |
| T2: The Arcade Game                                                                               | Probe Software                           | Arena Entertainment                                          | Europeiska unionen                                                       | 1993            |
| Thunder Blade                                                                                     | Sega                                     | Sega                                                         | Europeiska unionen · Brasilien · Japan · USA                             | 1988            |
| Time Soldiers                                                                                     | Alpha Denshi                             | Sega                                                         | Europeiska unionen · Brasilien · USA                                     | 1989            |
| Tom & Jerry: The Movie                                                                            | SIMS                                     | Sega                                                         | Europeiska unionen · Brasilien                                           | 1992            |
| TransBot Nuclear CreatureBR                                                                       | Sega                                     | Sega                                                         | Europeiska unionen · Brasilien                                           | 1986            |
| Trivial Pursuit: Genus Edition                                                                    | Domark                                   | Domark                                                       | Europeiska unionen                                                       | 1992            |
| Ultima IV: Quest of the Avatar                                                                    | Sega                                     | Sega                                                         | Europeiska unionen · Brasilien                                           | 1990            |
| Ultimate Soccer                                                                                   | Rage Software                            | Sega                                                         | Europeiska unionen · Brasilien                                           | 1993            |
| Vigilante                                                                                         | Arc System Works                         | Sega                                                         | USA · Europeiska unionen · Brasilien                                     | 1988            |
| Virtua Fighter Animation                                                                          | Aspect                                   | Tec Toy                                                      | Brasilien                                                                | 1996            |
| Walter Payton Football American Pro FootballEU                                                    | Sega                                     | Sega                                                         | USA · Europeiska unionen                                                 | 1989            |
| Wanted!                                                                                           | Sanritsu                                 | Sega                                                         | Europeiska unionen · Brasilien · USA                                     | 1989            |
| Where in the World is Carmen Sandiego?                                                            | Venture Technologies                     | Parker Brothers                                              | USA                                                                      | 1989            |
| Wimbledon                                                                                         | SIMS                                     | Sega                                                         | Europeiska unionen · Brasilien                                           | 1992            |
| Wimbledon 2                                                                                       | SIMS                                     | Sega                                                         | Europeiska unionen                                                       | 1993            |
| Winter Olympics: Lillehammer 94                                                                   | Tiertex Design Studios                   | U.S. Gold                                                    | Europeiska unionen · Brasilien                                           | 1994            |
| Wolfchild                                                                                         | Core Design                              | Virgin Interactive                                           | Europeiska unionen · Brasilien                                           | 1993            |
| Wonder Boy                                                                                        | Sega                                     | Sega                                                         | Europeiska unionen · Brasilien · USA · Japan                             | 1987            |
| Wonder Boy in Monster Land Mônica no Castelo do DragãoBR (1991)                                   | Sega                                     | Sega                                                         | Europeiska unionen · USA · Japan                                         | 1988            |
| Wonder Boy III: The Dragon's Trap                                                                 | Westone                                  | Sega                                                         | Europeiska unionen · USA                                                 | 1989            |
| Wonder Boy in Monster World                                                                       | Sega                                     | Sega                                                         | Europeiska unionen                                                       | 1993            |
| Woody Pop                                                                                         | Sega                                     | Sega                                                         | Japan                                                                    | 1987            |
| World Class Leader Board                                                                          | Tiertex Design Studios                   | U.S. Gold                                                    | Europeiska unionen · Brasilien                                           | 1991            |
| World Cup USA '94                                                                                 | Tiertex Design Studios                   | U.S. Gold                                                    | Europeiska unionen · Brasilien                                           | 1994            |
| World Cup Italia '90                                                                              | Virgin Mastertronic Ing. Olivetti S.P.A. | Sega                                                         | Europeiska unionen · Brasilien                                           | 1990            |
| World Games                                                                                       | Sega                                     | Sega                                                         | Europeiska unionen · Brasilien                                           | 1989            |
| World Grand Prix                                                                                  | Sega                                     | Sega                                                         | Europeiska unionen · Brasilien · USA · Japan                             | 1986            |
| World Soccer                                                                                      | Sega                                     | Sega                                                         | Europeiska unionen                                                       | 1987            |
| WWF WrestleMania: Steel Cage Challenge                                                            | T.W. Games Ltd                           | Flying Edge                                                  | Europeiska unionen · Brasilien                                           | 1992            |
| X-Men 3: Mojo World                                                                               | Sega                                     | Tec Toy                                                      | Brasilien                                                                | 1996            |
| Xenon 2 Megablast                                                                                 | Bitmap Brothers                          | Virgin Interactive                                           | Europeiska unionen                                                       | 1991            |
| Ys: The Vanished Omens YsJP                                                                       | Sega                                     | Sega                                                         | USA · Europeiska unionen · Japan                                         | 1988            |
| Zaxxon 3-D                                                                                        | Sega                                     | Sega                                                         | USA · Europeiska unionen · Japan · Brasilien                             | 1987            |
| Zillion Akai Koudan ZillionJP                                                                     | Sega                                     | Sega                                                         | USA · Europeiska unionen · Japan · Brasilien                             | 1987            |
| Zillion II: The Tri Formation Tri FormationJP                                                     | Sega                                     | Sega                                                         | USA · Europeiska unionen · Japan · Brasilien                             | 1988            |
| Zool                                                                                              | Gremlin Graphics Design                  | Gremlin Graphics Design                                      | Europeiska unionen                                                       | 1993            |

## Sega Card-spel
| Titel                       | Utvecklare | Utgivare | Regioner                                           | Utgivningsdatum |
| --------------------------- | ---------- | -------- | -------------------------------------------------- | --------------- |
| Bank Panic                  | Sega       | Sega     | Europeiska unionen                                 | 1987            |
| F-16 Fighting Falcon        | Sega       | Sega     | Japan · Europeiska unionen · USA                   | 1985            |
| Ghost House                 | Sega       | Sega     | Japan · Europeiska unionen · USA                   | 1986            |
| Great Soccer                | Sega       | Sega     | Japan                                              | 1986            |
| Hang-On                     | Sega       | Sega     | Europeiska unionen · Japan · Australien · Sydkorea | 1985            |
| My Hero                     | Sega       | Sega     | Japan · Europeiska unionen · USA                   | 1986            |
| Spy vs. Spy                 | Sega       | Sega     | Europeiska unionen · Japan · USA · Korea           | 1986            |
| Super Tennis Great TennisJP | Sega       | Sega     | Europeiska unionen · Japan · USA                   | 1986            |
| Teddy Boy                   | Sega       | Sega     | Europeiska unionen · Japan · USA                   | 1986            |
| TransBot Astro FlashJP      | Sega       | Sega     | Europeiska unionen · Japan · USA                   | 1986            |